# Convair F2Y
Die Convair F2Y Sea Dart war ein strahlgetriebener, seegestützter Abfangjäger, von dem nur fünf Prototypen hergestellt wurden.

## Geschichte
Die Sea Dart war der Beitrag von Consolidated Vultee Aircraft Corporation zum Wettbewerb der US Navy für ein neues, überschallschnelles Jagdflugzeug im Jahr 1948. Da es zu jener Zeit Zweifel am Betrieb überschallschneller Flugzeuge von Flugzeugträgern aus gab, entschied sich Convair für ein Wasserflugzeug.
1951 wurden zwei Prototypen XF2Y-1 des Deltaflüglers geordert. Das Flugzeug besaß zwei einziehbare Skier für Start und Landung. Ebenso wie bei der ersten, wurde auch an der zweiten gebauten Maschine (YF2Y-1) mit nur einer zentralen Kufe experimentiert, was zwar zu einer verminderten Spritzwasserbildung, aber auch zu einer verringerten Stabilität führte, so dass man zur Ursprungsauslegung zurückkehrte.
Zum Start wurden bereits im Ruhezustand, wenn der ganze Rumpf noch im Wasser lag, die Skier vollständig ausgefahren. Bei einer Geschwindigkeit zwischen 15 und 18,5 km/h brachen die Spitzen der Wasserkufen durch die Wasseroberfläche, wonach der Pilot sofort die volle Nachbrennerleistung einsetzte und die Skier in die beaching-Stellung (wie beim Rollen auf festem Untergrund) brachte. Durch den nun geringer werden Anstellwinkel zum Wasserspiegel nahm der hydrodynamische Widerstand ab und das Flugzeug konnte weiter auf 93 km/h beschleunigen. Danach wurden die Skier wieder vollständig ausgefahren, weiter beschleunigt und das Flugzeug hob mit 230 km/h ab.
Die Lufteinlässe der beiden mit Nachbrennern ausgerüsteten Westinghouse Turbojet-Triebwerke lagen weit hinter der Flügelvorderkante auf der Rumpfoberseite, um die Gefahr des Eindringens von Gischt und Spritzwasser zu minimieren. Die Austrittsdüsen befanden sich beiderseits des dreieckigen Seitenleitwerks direkt über der Wasserlinie. Die beiden Prototypen wurden zunächst mit Westinghouse J34-WE-32 ausgerüstet, da die vorgesehenen XJ46-WE-02 noch nicht zur Verfügung standen. Die Westinghouse J34 verfügten nur über die Hälfte der Leistung der XJ46-Triebwerke.
Die Prototypen wurden in San Diego gebaut und getestet, und am 14. Januar 1953 gelang bei einem Hochgeschwindigkeitsversuch der erste kurze Flug mit dem ersten Prototyp (US-Navy-Bureau Number 137634). Der offizielle Jungfernflug fand am 9. April statt.

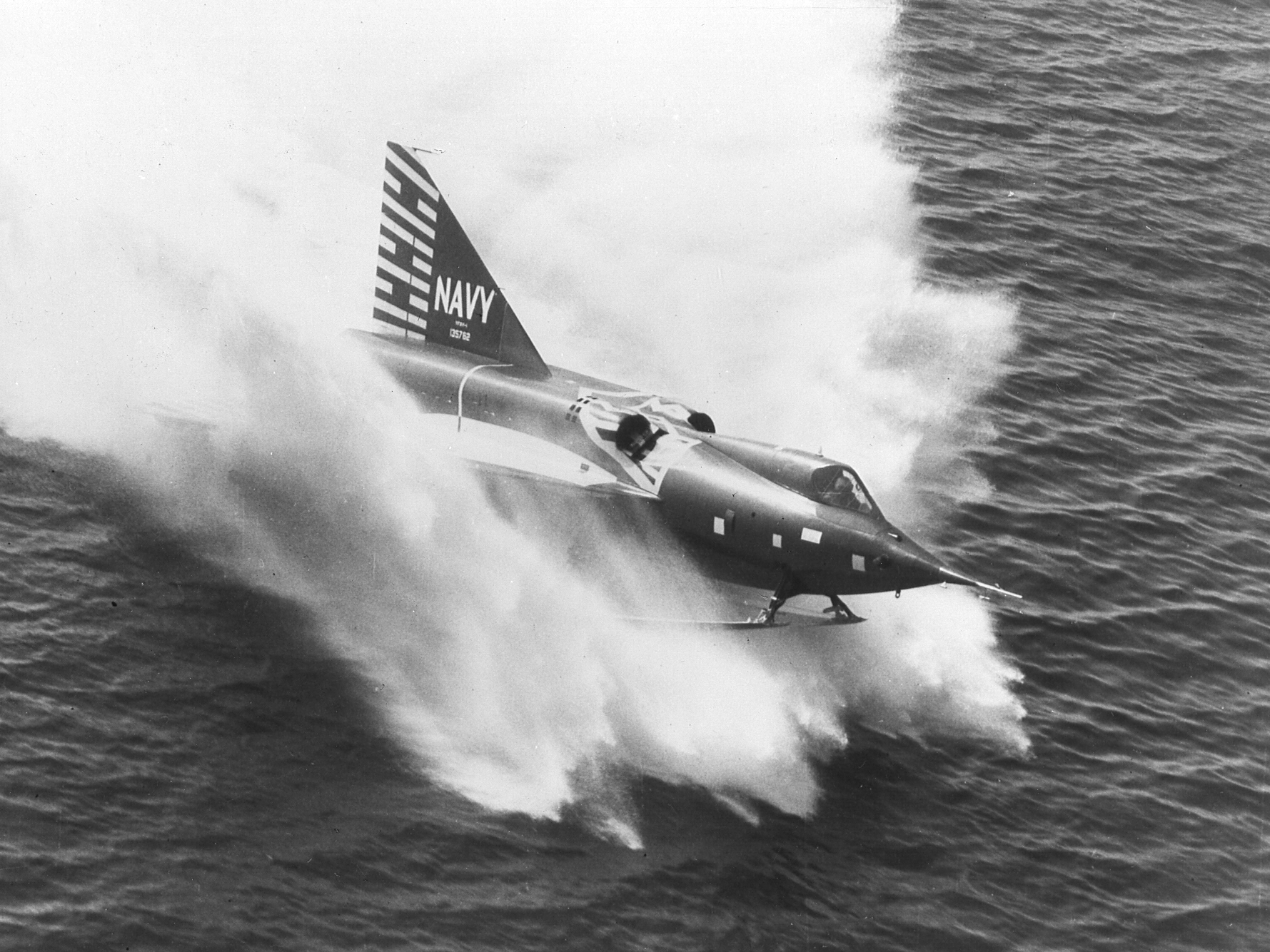
Convair F2Y beim Start

Bei den ersten Versuchen stellte sich heraus, dass die Maschine untermotorisiert war, außerdem kam es bei Start und Landung trotz stoßabsorbierender Skiträger zu starken Vibrationen. Die Probleme konnten aber minimiert werden. Wegen der zu schwachen Triebwerke konnte die Maschine die Schallgeschwindigkeit nicht erreichen.
Schon vor dem Erstflug erhielt Convair im August 1952 einen Auftrag über zunächst 12 Serienmaschinen F2Y-1, kurz darauf geändert in vier Vorserienmodelle YF2Y-1 und acht F2Y-1 plus weitere acht Serienmodelle, so dass nun insgesamt 22 Sea Darts produziert werden sollten. Der Auftrag für die zweite XF2Y-1 (137635) wurde im Oktober 1953 storniert. Am 3. August 1954 durchbrach die erste gebaute YF2Y-1 (135762) im Sinkflug die Schallmauer und ist damit bis heute das schnellste Wasserflugzeug der Welt. Trotzdem blieb ihre Leistung hinter den Anforderungen zurück. Die Maschine brach am 4. November 1954 bei einer Demonstration vor Vertretern der Navy in der Luft auseinander, wobei der Pilot getötet wurde.
Dieser Unfall, die Probleme mit den Triebwerken sowie die Weiterentwicklung der Trägerflugzeuge führten zur Zurückstufung des Programms zu einem Experimentalprogramm und zur Einstellung 1957. Die letzten beiden gebauten Exemplare sind nie geflogen.
1962 erhielt die Sea Dart, obwohl längst stillgelegt, die neue Bezeichnung F-7 im neuen Bezeichnungsschema der US-Streitkräfte.
Der Prototyp befindet sich heute im Smithsonian Institute zur Restaurierung, die drei übrig gebliebenen Serienmaschinen befinden sich im San Diego Aerospace Museum, im Wings of Freedom Air and Space Museum in Willow Grove, Pennsylvania, und am Flughafen von Lakeland, Florida.

## Technische Daten
| Kenngröße             | Daten                                |
| --------------------- | ------------------------------------ |
| Besatzung             | 1                                    |
| Länge                 | 16 m                                 |
| Spannweite            | 10,26 m                              |
| Höhe                  | 4,9 m 6,32 m mit ausgefahrenen Kufen |
| Flügelfläche          | 52,30 m²                             |
| Flügelstreckung       | 2,0                                  |
| Leermasse             | 5.739 kg                             |
| Startmasse            | maximal 7.495 kg                     |
| Triebwerke            | 2 × Westinghouse J46-WE-2 mit 53 kN  |
| Höchstgeschwindigkeit | 1.118 km/h in 2.440 m Höhe           |
| Steiggeschwindigkeit  | 87 m/s in Seehöhe                    |
| Reichweite            | 826 km                               |
| Dienstgipfelhöhe      | 16.705 m                             |